# Vila Světlana (Luhačovice)
Vila Světlana je samostatně stojící vila s hrázděným patrem, situovaná v Luhačovicích. Společně se sousední vilou Haná je asi nejznámější luhačovickou architektonickou památkou.

## Historie
Vila byla vystavěna v roce 1899. Od roku 1992 je chráněnou kulturní památkou. Investorem stavby byl drožkář Josef Výmola, architektonický návrh vypracoval uherskohradišťský architekt Julius Koop a stavbu provedl stavitel J. Schaniak ml.

## Architektura
Jedná se o dvoupatrový dům na obdélníkovém půdorysu, se sedlovou střechou. Přízemí je zděné, s rýhovanou omítkou, v hlavním průčelí se dvěma trojdílnými okny, před kterými je terasa s dřevěným vyřezávaným zábradlím. Mezi okny je v omítce plastický nápis SVĚTLANA. Patro je zdobnější, v hlavním průčelí jsou v něm umístěna dvě francouzská okna s vyřezávanými balkony na konzolách a s bohatě dekorovanými nadokenními římsami. Trojúhelníkový štít má vyřezávané lišty a jsou v něm dvě obdélníková okna, opět zdobená vyřezávanými nadokenními římsami. Budova byla na straně zahradního průčelí rozšířena o novodobé přístavky.